# Saison 2014-2015 du Club athlétique Brive Corrèze Limousin
Cette page présente la saison 2014-2015 du Club athlétique Brive Corrèze Limousin en Top 14 et en European Rugby Challenge Cup (ERCC2).

## La saison

### Pré-saison
Les joueurs du CA Brive effectueront leur désormais traditionnel stage de préparation au Centre d'entraînement sportif national des 1 000 Sources de Bugeat du 23 au 27 juin, puis un second du 3 au 8 août, à Lacaune dans le Tarn. Trois matchs de préparation sont programmés. Lors du premier, les Coujous disposent du Stade aurillacois, pensionnaire de Pro D2 (28-7). 
Les deux suivants sont disputés face à deux équipes de Top 14 (Oyonnax et Castres) et se soldent par deux nouvelles victoires (14-10 et 26-10).

### Récit de la saison sportive

#### Août 2014
En Top 14, Brive, le plus petit budget de l'élite, débute par deux réceptions. Le 16 août, la venue du promu rochelais se solde par une victoire bonifiée 37-15. Ce large succès assure aux coujous le fauteuil de leader du Top 14. Une semaine plus tard, l'ASM Clermont Auvergne se déplace à son tour en Corrèze pour le 95e derby du Massif Central, et s'impose largement 21-6, dans un match où elle contre son rival dans tous les domaines. Le 30 août, à l'occasion de la 3e journée, Brive s'incline sur la pelouse du LOU (24-6), pour son premier déplacement de la saison.

#### Septembre 2014
Le mois de septembre est très chargé pour le CAB. Le 6 septembre, Brive reçoit et défait le Stade toulousain (26-19) grâce à un exploit individuel de sa recrue Benito Masilevu. La semaine suivante, lors de la 5e journée, l'indiscipline des Corréziens leur vaut un nouveau revers à Bayonne (23-6), dans un Stade Jean-Dauger où Brive ne s'est plus imposé en Première Division depuis mars 1972.
Le 19 septembre, les Brivistes encaissent un cinglant 53-13 face au RC Toulon, champion de France en titre et double champion d'Europe. Réduits à 14 en première période à la suite de l'exclusion du seconde ligne Peet Marais, les Blanc et Noir impuissants concèdent huit essais aux toulonnais. Seul Sisa Koyamaibole parvient à sauver l'honneur corrézien en marquant peu avant la pause. Il s'agit du plus lourd revers de Brive à domicile dans son histoire. Cet affront est atténué lors de la rencontre suivante, toujours à domicile, avec un succès 34-24 devant l'Union Bordeaux Bègles. Au coup de sifflet final, un haka géant organisé par Mazda, un sponsor du club, se tient sur la pelouse d’Amédée-Domenech. Avec 4 028 participants, le record du monde est battu.

#### Octobre 2014
Octobre démarre pour Brive par un déplacement au Racing Métro 92. Avec une équipe remaniée, Brive s’incline 46-32 dans les Hauts-de-Seine, au terme d’un match ponctué de onze essais. Le 10 octobre, en ouverture de la 9e journée, Brive s'incline de justesse face au FC Grenoble (26-25), pour sa première visite au Stade des Alpes.
Le CA Brive retrouve la scène européenne le 16 octobre. En ouverture du Challenge Européen, il se déplace chez les Anglais de Gloucester et s'incline lourdement (55-0). Lors de la deuxième journée, les Brivistes s'inclinent à nouveau, à domicile cette fois, devant les Italiens du Zebre (26-21).

#### Novembre 2014
Le club corrézien se reprend lors de la 10e journée le 1er novembre, en battant le vice-champion de France Castres (21-15). Il perd néanmoins le trois-quarts centre Arnaud Mignardi, victime d'une rupture des ligaments croisés. Malgré l'absence de ce cadre de l'équipe, qui vient garnir un peu plus une infirmerie déjà bien remplie, les jouers de Nicolas Gogignon s'imposent la semaine suivante à l'Altrad Stadium, la pelouse du MHR, sur le score de 25 à 10. Benito Masilevu plante en début de rencontre son sixième essai de la saison, mettant Brive sur de bons rails, pour arracher le premier succès du club depuis 18 mois (5 mai 2013). L'état-major du club recrute quelques jours plus tard un joker médical pour pallier l'absence de Mignardi: Chris Tuatara-Morrison, un Australien en provenance du Castres olympique. 
Après la trève internationale, Brive se déplace à nouveau, sur la pelouse du Stade français, le 30 novembre. C'est une courte défaite que les Coujous ramènent de la capitale (20-17).

#### Décembre 2014
Le Challenge européen reprend à nouveau ses droits début décembre. Dans une compétition où il n'a plus rien à jouer, le CAB affronte et s'incline deux fois face à l'US Oyonnax (30-22 chez lui, puis 22-17 la semaine suivante à Charles Mathon). Pour la reprise du Championnat, le club corrézien rencontre de nouveau les joueurs de l'Ain, pour la dernière journée de la phase aller. Cette fois, c'est une victoire (19-6), qui place les Corréziens à la dixième place à mi-parcours. Quelques jours avant cette rencontre importante, le club fait resigner pour deux saisons supplémentaires son capitaine, Arnaud Méla. L'année civile 2014 du CA Brive s'achève par un déplacement à Bordeaux dans le cadre du Boxing Day. Face à l'Union Bordeaux Bègles, une étoile montante du rugby français, les Corréziens sont corrigés 46-10, concédant sept essais aux Girondins.

#### Janvier 2015
La première rencontre de l'année 2015 oppose les Brivistes à l'Aviron Bayonnais, le 3 janvier pour la 15e journée. Face à un concurrent direct dans la course au maintien, Brive l'emporte 25-9, avec un essai de Gaëtan Germain, auteur de tous les points de son équipe.
Le 10 janvier, se tient le derby retour face à l'ASM Clermont. Après avoir résisté une mi-temps, Brive finit par céder en seconde période sous les assauts de l’ogre clermontois. Benito Masilevu inscrit au cours de la partie son septième essai de la saison, avant que son compatriote Napolioni Nalaga y aille de son doublé. Finalement, c’est une défaite 44-20, avec neuf essais au total. Comme sur tous les terrains et salles de sports en France ce week-end là, une minute de silence est observée à la mémoire des victimes de la fusillade de Charlie Hebdo et de celles de la prise d'otages de la porte de Vincennes.
Le CAB dispute ensuite ses deux dernières rencontres de Challenge Cup, où il n'a plus rien à jouer. Il s’incline de nouveau lors de ces deux rencontres, à Parme tout d'abord, devant les Zebre (23-13), puis à domicile face à Gloucester (20-31). Avec six défaites en autant de rencontres, cette campagne européenne 2014-2015 est la plus calamiteuse jamais réalisée par le CA Brive dans son histoire. Désormais concerné par le Championnat uniquement, le club poursuit sa course au maintien en battant le 31 janvier, pour la 17e journée, l’équipe de Grenoble (23-0).

#### Février 2015
Après une coupure de trois semaines due au Tournoi des Six Nations, le CA Brive retrouve la compétition avec un déplacement à La Rochelle, d’où il repart battu 19-12.

#### Mars 2015
Le 7 mars, l’équipe briviste se déplace dans l’antre de Félix Mayol. Face au grand Rugby club toulonnais, le CAB ne peut rien faire et s’incline à nouveau lourdement (34-11) . Une semaine plus tard, Brive se rattrape de belle manière, avec une victoire bonifiée face au Racing Métro 92, sur le score de 36-12. C’est une première pour les Brivistes, qui n’avaient jamais battu les Franciliens depuis leur retour dans l’élite, en 2009. Au cours de cette rencontre, l’ancien Racingman Gaëtan Germain franchit la barre des 500 points inscrits sous le maillot Blanc et Noir. Quelques jours plus tard, le natif de Romans-sur-Isère prolonge son contrat chez les Coujous. À six journées de la fin de la phase régulière, l’équipe compte six points d’avance sur le premier relégable. Durant cette période, il reste trois réceptions et autant de déplacements aux Brivistes. La 21e journée est le premier d’entre eux. Il les conduit au Stade Charles-Mathon d’Oyonnax et se conclut par une défaite (24-3) avec deux essais de Silvère Tian. C’était la cinquième fois de la saison qu’Oyonnaxiens et Brivistes s’affrontaient.

#### Avril 2015
Ce mois est capital pour le CAB dans sa lutte pour le maintien. Deux matches seulement sont prévus, ce sont deux réceptions: le Lyon OU et le Montpellier HR. Face à Lyon, Brive se fait très peur mais arrache un succès précieux devant la lanterne rouge (22-20). Menés 17-6 peu après la pause, les Corréziens doivent leur salut une nouvelle fois à Gaëtan Germain, auteur d’un 100% face aux perches, ainsi qu’à l’ailier Benito Masilevu, qui inscrit son huitième essai personnel de la saison. Deux semaines plus tard, face aux Héraultais désormais managés par Jack White, c’est une nouvelle bouffée d’air que les pensionnaires d’Amédée Domenech offrent à leurs supporters (15-10), alors que la lutte pour le maintien se fait féroce car dans le même temps, les succès bonifiés de l’Aviron Bayonnais et du Castres Olympique accentuent la pression sur les Blanc et Noir. Ainsi, à trois journées de la fin, le CA Brive ne compte qu’un seul point d’avance sur les bayonnais et sur les castrais, mais devance le FC Grenoble au goal average particulier.

#### Mai 2015
La phase régulière du Top 14 entre dans sa dernière ligne droite en mai. Le club briviste effectue deux déplacements consécutifs, à Toulouse et à Castres, le vice-champion de France qui est un concurrent direct dans la course au maintien. Au Stade Ernest-Wallon, où Arnaud Mignardi effectue son retour six mois après sa blessure, Brive concède un revers très important (67-19), avec un triplé de Yoann Huget. C’est l’une des plus lourdes défaites du CAB dans ses confrontations avec les Rouge et Noir. De leur côté, Bayonnais et Castrais s’inclinent à nouveau à l’extérieur, sans arracher le moindre point. À Castres, les Corréziens s’inclinent à nouveau (32-12). Avec quatre essais inscrits, le vice-champion de France assure mathématiquement son maintien. L’Aviron Bayonnais perd aussi, sans bonus, à Bordeaux. Les Basques restent derrière les Corréziens pour un point, avant la dernière journée. Tout se joue donc le 23 mai, avec la venue du Stade français à Amédée-Domenech. Les Bayonnais reçoivent dans le même temps le Stade rochelais. Portés par la mobilisation de toute une région, Brive corrige les Parisiens en signant une victoire bonifiée (27-0). La large victoire bayonnaise est inutile, le maintien est par les Coujous, qui terminent finalement dixièmes, avec douze victoires pour quatorze défaites. Le buteur Germain culmine à 285 points sur la saison.

## Joueurs et encadrement

### Dirigeants
- Jean-Jacques Bertrand, président
- Simon Gillham,  Max Mamers et  Christian Terrassoux, vice-présidents
- Jean-Pierre Bourliataud, Directeur Général

### Staff technique
- Nicolas Godignon, entraineur en chef
- Didier Casadeï, entraîneur des avants
- Philippe Carbonneau, entraîneur des arrières

### Effectif 2014-2015
| Nom                    | Poste            | Naissance         | Nationalité sportive | International | Dernier club              | Arrivée au club (année) |
| ---------------------- | ---------------- | ----------------- | -------------------- | ------------- | ------------------------- | ----------------------- |
| Louis Acosta           | Talonneur        | 25 mai 1991       | France               | -             | Formé au club             | 2010                    |
| Thomas Acquier         | Talonneur        | 21 novembre 1989  | France               | -             | US Carcassonne            | 2014                    |
| François Da Ros        | Talonneur        | 29 septembre 1983 | France               | -             | Aviron bayonnais          | 2012                    |
| Guillaume Ribes        | Talonneur        | 18 novembre 1984  | France               | -             | RC Toulon                 | 2009                    |
| Karlen Asieshvili      | Pilier           | 21 avril 1987     | Géorgie              |               | Stade Aurillacois         | 2013                    |
| Patrick Barnard        | Pilier           | 3 juillet 1981    | Afrique du Sud       | -             | London Wasps              | 2009                    |
| Mathieu Barrès         | Pilier           | 2 février 1993    | France               | -             | Formé au club             | 2014                    |
| Kevin Buys             | Pilier           | 26 avril 1986     | Afrique du Sud       | -             | Southern Kings            | 2013                    |
| Johannes Coetzee       | Pilier           | 14 mars 1988      | Namibie              | -             | Racing Métro 92           | 2012                    |
| Giorgi Jgenti          | Pilier           | 13 novembre 1985  | Géorgie              | -             | Aviron bayonnais          | 2014                    |
| Damien Jourdain        | Pilier           | 7 octobre 1986    | France               | -             | US Bressane               | 2014                    |
| Damien Lavergne        | Pilier           | 15 décembre 1991  | France               | -             | Formé au club             | 2012                    |
| Anton Peikrishvili     | Pilier           | 18 septembre 1987 | Géorgie              |               | Castres olympique         | 2014                    |
| Goderdzi Shvelidze     | Pilier           | 17 avril 1978     | Géorgie              |               | Montpellier Hérault Rugby | 2012                    |
| Yusuf Tuncer           | Pilier           | 10 novembre 1993  | France               | -             | Formé au club             | 2013                    |
| Russlan Boukerou       | Deuxième ligne   | 16 décembre 1989  | France Algérie       | -             | FC Auch                   | 2014                    |
| Olivier Caisso         | Deuxième ligne   | 17 décembre 1985  | France               | -             | US Colomiers              | 2011                    |
| Marco Lazzaroni        | Deuxième ligne   | 18 août 1995      | Italie               | -             | Mogliano                  | 2014                    |
| Victor Lebas           | Deuxième ligne   | 9 juin 1993       | France               | -             | Formé au club             | 2013                    |
| Peet Marais            | Deuxième ligne   | 31 octobre 1990   | Afrique du Sud       | -             | Natal Sharks              | 2014                    |
| Arnaud Méla            | Deuxième ligne   | 19 janvier 1980   | France               |               | SC Albi                   | 2008                    |
| Simon Pinet            | Deuxième ligne   | 9 août 1986       | France               | -             | Stade Aurillacois         | 2013                    |
| Tjiuee Uanivi          | Deuxième ligne   | 31 décembre 1990  | Namibie              | -             | Formé au club             | 2013                    |
| Hugues Briatte         | Troisième ligne  | 11 mars 1990      | France               | -             | Stade français            | 2012                    |
| Petrus Hauman          | Troisième ligne  | 7 mai 1987        | Afrique du Sud       | -             | Stade Aurillacois         | 2011                    |
| Saïd Hireche           | Troisième ligne  | 27 mai 1985       | France Algérie       |               | Stade Aurillacois         | 2012                    |
| Sisa Koyamaibole       | Troisième ligne  | 6 mars 1980       | Fidji                |               | UA Libourne               | 2013                    |
| Fabien Laurent         | Troisième ligne  | 20 juillet 1984   | France               | -             | US Oyonnax                | 2013                    |
| Poutasi Luafutu        | Troisième ligne  | 2 décembre 1987   | Australie            | -             | Union Bordeaux Bègles     | 2014                    |
| Lucas Lyons            | Troisième ligne  | 9 avril 1993      | France               | -             | Formé au club             | 2013                    |
| Kieran Murphy          | Troisième ligne  | 19 janvier 1988   | Pays de Galles       |               | Llanelli Scarlets         | 2013                    |
| Fabien Sanconnie       | Troisième ligne  | 21 février 1995   | France               | -             | Formé au club             | 2014                    |
| Dominiko Waqaniburotu  | Troisième ligne  | 20 avril 1986     | Fidji                |               | Waikato Chiefs            | 2012                    |
| Nicolas Bézy           | Demi de mêlée    | 26 septembre 1989 | France               | -             | FC Grenoble               | 2014                    |
| Damien Neveu           | Demi de mêlée    | 29 juin 1986      | France               | -             | Stade rochelais           | 2013                    |
| Jean-Baptiste Péjoine  | Demi de mêlée    | 17 juillet 1980   | France               | -             | Stade bordelais           | 2000                    |
| Julien Blanc           | Demi de mêlée    | 4 octobre 1992    | France               | -             | Stade montois             | 2014                    |
| Thomas Laranjeira      | Demi d'ouverture | 5 mai 1992        | France               | -             | Formé au club             | 2012                    |
| Anderson Neisen        | Demi d'ouverture | 3 avril 1993      | France               | -             | Formé au club             | 2013                    |
| Romain Sola            | Demi d'ouverture | 29 octobre 1987   | France               | -             | CS Bourgoin-Jallieu       | 2012                    |
| Paul Ah Him            | 3/4 centre       | 3 octobre 1994    | Samoa                | -             | Marist College            | 2014                    |
| Baptiste Delage        | 3/4 centre       | 27 août 1991      | France               | -             | Formé au club             | 2012                    |
| Andrew Ma'ilei         | 3/4 centre       | 24 mai 1980       | Tonga                |               | Union Bordeaux Bègles     | 2013                    |
| Arnaud Mignardi        | 3/4 centre       | 1er novembre 1986 | France               |               | Biarritz olympique        | 2011                    |
| Thomas Sanchou         | 3/4 centre       | 23 novembre 1981  | France               | -             | Castres olympique         | 2013                    |
| Atila Septar           | 3/4 centre       | 2 juin 1996       | France               | -             | Formé au club             | 2014                    |
| Riaan Swanepoel        | 3/4 centre       | 14 janvier 1986   | Afrique du Sud       | -             | ASM Clermont Auvergne     | 2011                    |
| Chris Tuatara-Morrison | 3/4 centre       | 11 septembre 1986 | Australie            | -             | Castres olympique         | 2014                    |
| Malakai Bakaniceva     | 3/4 aile         | 6 mai 1985        | Fidji                |               | Tarbes Pyrénées rugby     | 2012                    |
| Sevenaia Galala        | 3/4 aile         | 29 janvier 1993   | Fidji                | -             | Formé au club             | 2011                    |
| Alfie Mafi             | 3/4 aile         | 8 juin 1988       | Tonga Australie      | -             | Western Force             | 2013                    |
| Benito Masilevu        | 3/4 aile         | 7 octobre 1989    | Fidji                | -             | Formé au club             | 2014                    |
| Guillaume Namy         | 3/4 aile         | 3 avril 1989      | France               | -             | Formé au club             | 2008                    |
| Hugo Veyssière         | 3/4 aile         | 7 mai 1993        | France               | -             | Formé au club             | 2014                    |
| Venione Voretamaya     | 3/4 aile         | 22 octobre 1990   | Fidji                | -             | SC Albi                   | 2013                    |
| Gaëtan Germain         | Arrière          | 2 juillet 1990    | France               | -             | Racing Métro 92           | 2013                    |

## Calendrier
| Date du match     | Domicile              | Extérieur             | Score | Lieu du match                  | Catégorie              | Classement | Diffuseur    |
| ----------------- | --------------------- | --------------------- | ----- | ------------------------------ | ---------------------- | ---------- | ------------ |
| 25 juillet 2014   | CA Brive              | Stade aurillacois     | 28-7  | Vichy                          | Amical                 | -          |              |
| 3 août 2014       | CA Brive              | US Oyonnax            | 14-10 | Camarès                        | Amical                 | -          |              |
| 8 août 2014       | CA Brive              | Castres olympique     | 26-10 | Lacaune                        | Amical                 | -          |              |
| 16 août 2014      | CA Brive              | Stade rochelais       | 37-15 | Stade Amédée Domenech          | 1re journée de Top 14  | 1          | Rugby+       |
| 23 août 2014      | CA Brive              | ASM Clermont Auvergne | 6-21  | Stade Amédée Domenech          | 2e journée de Top 14   | 8          | Canal+       |
| 30 août 2014      | Lyon OU               | CA Brive              | 24-6  | Matmut Stadium                 | 3e journée de Top 14   | 12         | Rugby+       |
| 6 septembre 2014  | CA Brive              | Stade toulousain      | 26-19 | Stade Amédée Domenech          | 4e journée de Top 14   | 9          | Canal+       |
| 13 septembre 2014 | Aviron bayonnais      | CA Brive              | 23-6  | Stade Jean-Dauger              | 5e journée de Top 14   | 12         | Rugby+       |
| 19 septembre 2014 | CA Brive              | RC Toulon             | 13-53 | Stade Amédée Domenech          | 6e journée de Top 14   | 14         | Canal+ Sport |
| 27 septembre 2014 | CA Brive              | Union Bordeaux Bègles | 34-24 | Stade Amédée Domenech          | 7e journée de Top 14   | 10         | Rugby+       |
| 4 octobre 2014    | Racing Métro 92       | CA Brive              | 46-32 | Stade olympique Yves-du-Manoir | 8e journée de Top 14   | 13         | Rugby+       |
| 10 octobre 2014   | FC Grenoble           | CA Brive              | 26-25 | Stade des Alpes                | 9e journée de Top 14   | 13         | Canal+ Sport |
| 16 octobre 2014   | Gloucester            | CA Brive              | 55-0  | Kingsholm Stadium              | 1re journée de l'ERCC2 | 4          | BeIN Sports  |
| 24 octobre 2014   | CA Brive              | Zebre                 | 21-26 | Stade Amédée Domenech          | 2e journée de l'ERCC2  | 4          | BeIN Sports  |
| 1er novembre 2014 | CA Brive              | Castres olympique     | 21-15 | Stade Amédée Domenech          | 10e journée de Top 14  | 11         | Rugby+       |
| 7 novembre 2014   | Montpellier HR        | CA Brive              | 10-25 | Altrad Stadium                 | 11e journée de Top 14  | 9          | Canal+ Sport |
| 30 novembre 2014  | Stade français        | CA Brive              | 20-17 | Stade Jean-Bouin               | 12e journée de Top 14  | 11         | Canal+ Sport |
| 5 décembre 2014   | CA Brive              | US Oyonnax            | 22-30 | Stade Amédée Domenech          | 3e journée de l'ERCC2  | 4          | BeIN Sports  |
| 13 décembre 2014  | US Oyonnax            | CA Brive              | 22-17 | Stade Charles-Mathon           | 4e journée de l'ERCC2  | 4          | BeIN Sports  |
| 20 décembre 2014  | CA Brive              | US Oyonnax            | 19-6  | Stade Amédée Domenech          | 13e journée de Top 14  | 10         | Rugby+       |
| 28 décembre 2014  | Union Bordeaux Bègles | CA Brive              | 46-10 | Stade Jacques-Chaban-Delmas    | 14e journée de Top 14  | 11         | Canal+       |
| 3 janvier 2015    | CA Brive              | Aviron bayonnais      | 19-6  | Stade Amédée Domenech          | 15e journée de Top 14  | 9          | Rugby+       |
| 10 janvier 2015   | ASM Clermont Auvergne | CA Brive              | 44-20 | Stade Marcel-Michelin          | 16e journée de Top 14  | 12         | Canal+ Sport |
| 17 janvier 2015   | Zebre                 | CA Brive              | 23-13 | Stadio XXV Aprile              | 5e journée de l'ERCC2  | 4          | BeIN Sports  |
| 22 janvier 2015   | CA Brive              | Gloucester            | 20-31 | Stade Amédée Domenech          | 6e journée de l'ERCC2  | 4          | BeIN Sports  |
| 31 janvier 2015   | CA Brive              | FC Grenoble           | 23-0  | Stade Amédée Domenech          | 17e journée de Top 14  | 10         | Rugby+       |
| 19 février 2015   | Stade rochelais       | CA Brive              | 19-12 | Stade Marcel-Deflandre         | 18e journée de Top 14  | 11         | Canal+ Sport |
| 7 mars 2015       | RC Toulon             | CA Brive              | 34-11 | Stade Mayol                    | 19e journée de Top 14  | 12         | Canal+ Sport |
| 14 mars 2015      | CA Brive              | Racing Métro 92       | 36-12 | Stade Amédée Domenech          | 20e journée de Top 14  | 11         | Rugby+       |
| 28 mars 2015      | US Oyonnax            | CA Brive              | 24-3  | Stade Charles-Mathon           | 21e journée de Top 14  | 12         | Rugby+       |
| 11 avril 2015     | CA Brive              | Lyon OU               | 22-20 | Stade Amédée Domenech          | 22e journée de Top 14  | 11         | Rugby+       |
| 25 avril 2015     | CA Brive              | Montpellier HR        | 15-10 | Stade Amédée Domenech          | 23e journée de Top 14  | 10         | Rugby+       |
| 9 mai 2015        | Stade toulousain      | CA Brive              | 67-19 | Stade Ernest-Wallon            | 24e journée de Top 14  | 10         | Rugby+       |
| 16 mai 2015       | Castres olympique     | CA Brive              | 32-12 | Stade Pierre-Antoine           | 25e journée de Top 14  | 12         | Rugby+       |
| 23 mai 2015       | CA Brive              | Stade français        | 27-0  | Stade Amédée Domenech          | 26e journée de Top 14  | 10         | Canal+       |

## Statistiques

### Statistiques collectives

#### Classement Top 14
| Rang | Club                  | J  | V  | N | D  | Em | Ee | Bo | Bd | Pm  | Pe  | Diff | Pts |
| ---- | --------------------- | -- | -- | - | -- | -- | -- | -- | -- | --- | --- | ---- | --- |
| 1    | RC Toulon T           | 26 | 16 | 0 | 10 | 81 | 52 | 7  | 5  | 740 | 525 | +215 | 76  |
| 2    | ASM Clermont          | 26 | 16 | 1 | 9  | 58 | 40 | 5  | 4  | 630 | 464 | +166 | 75  |
| 3    | Stade toulousain      | 26 | 16 | 0 | 10 | 53 | 37 | 3  | 3  | 573 | 504 | +69  | 70  |
| 4    | Stade français Paris  | 26 | 15 | 1 | 10 | 60 | 54 | 6  | 2  | 591 | 576 | +15  | 70  |
| 5    | Racing 92             | 26 | 13 | 3 | 10 | 52 | 37 | 3  | 4  | 551 | 497 | +54  | 65  |
| 6    | Oyonnax Rugby         | 26 | 14 | 0 | 12 | 37 | 43 | 2  | 4  | 514 | 507 | +7   | 62  |
| 7    | Union Bordeaux Bègles | 26 | 12 | 0 | 14 | 66 | 45 | 4  | 9  | 701 | 578 | +123 | 61  |
| 8    | Montpellier HR        | 26 | 11 | 2 | 13 | 44 | 46 | 2  | 5  | 537 | 516 | +21  | 55  |
| 9    | Stade rochelais P     | 26 | 10 | 5 | 11 | 43 | 67 | 2  | 2  | 520 | 659 | -139 | 54  |
| 10   | CA Brive              | 26 | 12 | 0 | 14 | 40 | 66 | 3  | 2  | 502 | 619 | -117 | 53  |
| 11   | FC Grenoble           | 26 | 11 | 0 | 15 | 54 | 70 | 3  | 6  | 626 | 735 | -109 | 53  |
| 12   | Castres olympique     | 26 | 11 | 0 | 15 | 50 | 63 | 4  | 4  | 509 | 626 | -117 | 52  |
| 13   | Aviron bayonnais      | 26 | 10 | 1 | 15 | 44 | 46 | 5  | 5  | 552 | 548 | +4   | 52  |
| 14   | Lyon OU P             | 26 | 8  | 1 | 17 | 42 | 58 | 0  | 7  | 469 | 630 | -161 | 41  |

#### Classement Poule 5 de l'ERCC2
| Rang | Équipe         | J | V | N | D | Em | Ee | Bo | Bd | Pm  | Pe  | Diff | Pts |
| ---- | -------------- | - | - | - | - | -- | -- | -- | -- | --- | --- | ---- | --- |
| 1    | Gloucester RFC | 6 | 6 | 0 | 0 | 25 | 6  | 5  | 0  | 211 | 64  | +147 | 29  |
| 2    | Oyonnax Rugby  | 6 | 4 | 0 | 2 | 12 | 13 | 0  | 0  | 123 | 124 | -1   | 16  |
| 3    | Zebre          | 6 | 2 | 0 | 4 | 8  | 14 | 0  | 0  | 102 | 154 | -52  | 8   |
| 4    | CA Brive       | 6 | 0 | 0 | 6 | 11 | 21 | 0  | 2  | 93  | 187 | -94  | 2   |

### Statistiques individuelles

#### Statistiques par joueur
(Tableau à jour au 27 mai 2015)
| Joueur                 | Poste                           | Top 14 | Top 14 | Top 14 | Top 14 | Top 14 | Top 14 | Top 14 | Top 14 | Top 14 |     | Amlin Cup | Amlin Cup | Amlin Cup | Amlin Cup | Amlin Cup | Amlin Cup | Amlin Cup | Amlin Cup | Amlin Cup |      | Total | Total | Total | Total | Total | Total | Total | Total | Total |
| Joueur                 | Poste                           | TJ     | Tit.   | Rem.   | E      | T      | P      | D      | CJ     | CR     | TJ  | Tit.      | Rem.      | E         | T         | P         | D         | CJ        | CR        | TJ        | Tit. | Rem.  | E     | T     | P     | D     | CJ    | CR    |       |       |
| ---------------------- | ------------------------------- | ------ | ------ | ------ | ------ | ------ | ------ | ------ | ------ | ------ | --- | --------- | --------- | --------- | --------- | --------- | --------- | --------- | --------- | --------- | ---- | ----- | ----- | ----- | ----- | ----- | ----- | ----- | ----- | ----- |
| Louis Acosta           | Talonneur                       | 264    | 1      | 9      | 1      | -      | -      | -      | 1      | -      |     | 363       | 5         | 1         | 1         | -         | -         | -         | -         | -         |      | 627   | 6     | 10    | 2     | -     | -     | -     | 1     | -     |
| Thomas Acquier         | Talonneur                       | 991    | 10     | 14     | -      | -      | -      | -      | -      | -      | 117 | 1         | 3         | 1         | -         | -         | -         | -         | -         | 1108      | 11   | 17    | 1     | -     | -     | -     | -     | -     |       |       |
| François Da Ros        | Talonneur                       | 525    | 9      | 3      | -      | -      | -      | -      | 1      | -      | 40  | -         | 1         | -         | -         | -         | -         | -         | -         | 565       | 9    | 4     | -     | -     | -     | -     | 1     | -     |       |       |
| Guillaume Ribes        | Talonneur                       | 322    | 6      | -      | -      | -      | -      | -      | -      | -      | -   | -         | -         | -         | -         | -         | -         | -         | -         | 322       | 6    | -     | -     | -     | -     | -     | -     | -     |       |       |
| Karlen Asieshvili      | Pilier                          | 896    | 12     | 9      | 2      | -      | -      | -      | -      | -      | 176 | 2         | 3         | 1         | -         | -         | -         | 1         | -         | 1072      | 14   | 12    | 3     | -     | -     | -     | 1     | -     |       |       |
| Patrick Barnard        | Pilier                          | 211    | 4      | 2      | -      | -      | -      | -      | 1      | -      | 80  | 1         | -         | -         | -         | -         | -         | 1         | -         | 291       | 5    | 2     | -     | -     | -     | -     | 2     | -     |       |       |
| Mathieu Barrès         | Pilier                          | -      | -      | -      | -      | -      | -      | -      | -      | -      | 40  | 1         | -         | -         | -         | -         | -         | -         | -         | 40        | 1    | -     | -     | -     | -     | -     | -     | -     |       |       |
| Kevin Buys             | Pilier                          | 861    | 14     | 6      | -      | -      | -      | -      | 3      | -      | 40  | 1         | -         | -         | -         | -         | -         | -         | -         | 901       | 15   | 6     | -     | -     | -     | -     | 3     | -     |       |       |
| Johannes Coetzee       | Pilier                          | 339    | 2      | 7      | -      | -      | -      | -      | -      | -      | 160 | 3         | 1         | -         | -         | -         | -         | -         | -         | 499       | 5    | 8     | -     | -     | -     | -     | -     | -     |       |       |
| Giorgi Jgenti          | Pilier                          | 372    | 4      | 5      | -      | -      | -      | -      | -      | -      | -   | -         | -         | -         | -         | -         | -         | -         | -         | 372       | 4    | 5     | -     | -     | -     | -     | -     | -     |       |       |
| Damien Jourdain        | Pilier                          | 596    | 4      | 12     | -      | -      | -      | -      | 5      | -      | 202 | 3         | 1         | -         | -         | -         | -         | 2         | -         | 798       | 7    | 13    | -     | -     | -     | -     | 7     | -     |       |       |
| Damien Lavergne        | Pilier                          | 56     | -      | 2      | -      | -      | -      | -      | 1      | -      | 114 | -         | 3         | -         | -         | -         | -         | 2         | -         | 170       | -    | 5     | -     | -     | -     | -     | 3     | -     |       |       |
| Anton Peikrishvili     | Pilier                          | 40     | -      | 1      | -      | -      | -      | -      | -      | -      | 120 | 1         | 2         | -         | -         | -         | -         | 1         | -         | 160       | 1    | 3     | -     | -     | -     | -     | 1     | -     |       |       |
| Goderdzi Shvelidze     | Pilier                          | 788    | 12     | 8      | -      | -      | -      | -      | 1      | -      | -   | -         | -         | -         | -         | -         | -         | -         | -         | 788       | 12   | 8     | -     | -     | -     | -     | 1     | -     |       |       |
| Yusuf Tuncer           | Pilier                          | -      | -      | -      | -      | -      | -      | -      | -      | -      | 38  | -         | 2         | -         | -         | -         | -         | -         | -         | 38        | -    | 2     | -     | -     | -     | -     | -     | -     |       |       |
| Russlan Boukerou       | Deuxième ligne                  | 134    | 1      | 4      | 1      | -      | -      | -      | -      | -      | 294 | 4         | 2         | -         | -         | -         | -         | -         | -         | 428       | 5    | 6     | 1     | -     | -     | -     | -     | -     |       |       |
| Olivier Caisso         | Deuxième ligne                  | -      | -      | -      | -      | -      | -      | -      | -      | -      | -   | -         | -         | -         | -         | -         | -         | -         | -         | -         | -    | -     | -     | -     | -     | -     | -     | -     |       |       |
| Marco Lazzaroni        | Deuxième ligne                  | -      | -      | -      | -      | -      | -      | -      | -      | -      | -   | -         | -         | -         | -         | -         | -         | -         | -         | -         | -    | -     | -     | -     | -     | -     | -     | -     |       |       |
| Victor Lebas           | Deuxième ligne                  | 58     | -      | 3      | -      | -      | -      | -      | -      | -      | 274 | 3         | 1         | -         | -         | -         | -         | -         | -         | 332       | 3    | 4     | -     | -     | -     | -     | -     | -     |       |       |
| Peet Marais            | Deuxième ligne                  | 1285   | 17     | 2      | -      | -      | -      | -      | -      | 1      | 134 | 2         | -         | -         | -         | -         | -         | -         | -         | 1419      | 19   | 2     | -     | -     | -     | -     | -     | 1     |       |       |
| Arnaud Méla            | Deuxième ligne                  | 1517   | 21     | 4      | 2      | -      | -      | -      | 1      | -      | -   | -         | -         | -         | -         | -         | -         | -         | -         | 1517      | 21   | 4     | 2     | -     | -     | -     | 1     | -     |       |       |
| Simon Pinet            | Deuxième ligne                  | 292    | 3      | 4      | -      | -      | -      | -      | 1      | -      | 154 | 2         | 1         | -         | -         | -         | -         | -         | -         | 446       | 5    | 5     | -     | -     | -     | -     | 1     | -     |       |       |
| Tjiuee Uanivi          | Deuxième ligne                  | 5      | -      | 1      | -      | -      | -      | -      | -      | -      | 285 | 3         | 2         | 1         | -         | -         | -         | -         | -         | 290       | 3    | 3     | 1     | -     | -     | -     | -     | -     |       |       |
| Hugues Briatte         | Troisième ligne                 | 318    | 3      | 7      | -      | -      | -      | -      | -      | -      | 226 | 3         | 1         | -         | -         | -         | -         | -         | -         | 544       | 6    | 8     | -     | -     | -     | -     | -     | -     |       |       |
| Petrus Hauman          | Troisième ligne                 | 1575   | 22     | -      | -      | -      | -      | -      | 3      | -      | -   | -         | -         | -         | -         | -         | -         | -         | -         | 1575      | 22   | -     | -     | -     | -     | -     | 3     | -     |       |       |
| Saïd Hireche           | Troisième ligne                 | 956    | 10     | 10     | -      | -      | -      | -      | 1      | -      | 160 | 2         | -         | -         | -         | -         | -         | -         | -         | 1116      | 12   | 10    | -     | -     | -     | -     | 1     | -     |       |       |
| Sisa Koyamaibole       | Troisième ligne                 | 1422   | 19     | 3      | 4      | -      | -      | -      | -      | -      | -   | -         | -         | -         | -         | -         | -         | -         | -         | 1422      | 19   | 3     | 4     | -     | -     | -     | -     | -     |       |       |
| Fabien Laurent         | Troisième ligne                 | -      | -      | -      | -      | -      | -      | -      | -      | -      | 174 | 2         | 1         | -         | -         | -         | -         | -         | -         | 174       | 2    | 1     | -     | -     | -     | -     | -     | -     |       |       |
| Poutasi Luafutu        | Troisième ligne                 | 862    | 11     | 6      | -      | -      | -      | -      | -      | -      | 230 | 3         | -         | 1         | -         | -         | -         | -         | -         | 1092      | 14   | 6     | 1     | -     | -     | -     | -     | -     |       |       |
| Lucas Lyons            | Troisième ligne                 | -      | -      | -      | -      | -      | -      | -      | -      | -      | -   | -         | -         | -         | -         | -         | -         | -         | -         | -         | -    | -     | -     | -     | -     | -     | -     | -     |       |       |
| Kieran Murphy          | Troisième ligne                 | 552    | 6      | 3      | 1      | -      | -      | -      | -      | -      | 149 | 3         | -         | 1         | -         | -         | -         | -         | -         | 701       | 9    | 3     | 2     | -     | -     | -     | -     | -     |       |       |
| Fabien Sanconnie       | Troisième ligne                 | 12     | -      | 1      | -      | -      | -      | -      | -      | -      | 310 | 3         | 2         | -         | -         | -         | -         | -         | -         | 322       | 3    | 3     | -     | -     | -     | -     | -     | -     |       |       |
| Dominiko Waqaniburotu  | Troisième ligne                 | 1389   | 17     | 5      | 2      | -      | -      | -      | 2      | -      | -   | -         | -         | -         | -         | -         | -         | -         | -         | 1389      | 17   | 5     | 2     | -     | -     | -     | 2     | -     |       |       |
| Nicolas Bézy           | Demi de mêlée, demi d'ouverture | 806    | 11     | -      | -      | -      | -      | 5      | -      | -      | 237 | 3         | 1         | -         | 1         | -         | -         | -         | -         | 1043      | 14   | 1     | -     | 1     | -     | 5     | -     | -     |       |       |
| Damien Neveu           | Demi de mêlée                   | 661    | 5      | 21     | -      | -      | -      | -      | -      | -      | 416 | 5         | 1         | -         | -         | -         | -         | 1         | -         | 1077      | 10   | 22    | -     | -     | -     | -     | 1     | -     |       |       |
| Jean-Baptiste Péjoine  | Demi de mêlée                   | 1417   | 21     | 5      | 1      | -      | -      | -      | -      | -      | -   | -         | -         | -         | -         | -         | -         | -         | -         | 1417      | 21   | 5     | 1     | -     | -     | -     | -     | -     |       |       |
| Thomas Laranjeira      | Demi d'ouverture, centre        | 573    | 8      | 1      | 1      | -      | -      | -      | -      | -      | -   | -         | -         | -         | -         | -         | -         | -         | -         | 573       | 8    | 1     | 1     | -     | -     | -     | -     | -     |       |       |
| Anderson Neisen        | Demi d'ouverture                | -      | -      | -      | -      | -      | -      | -      | -      | -      | 32  | -         | 2         | -         | -         | -         | -         | -         | -         | 32        | -    | 2     | -     | -     | -     | -     | -     | -     |       |       |
| Romain Sola            | Demi d'ouverture                | 77     | -      | 6      | 1      | -      | -      | -      | -      | -      | 320 | 4         | -         | -         | 3         | 3         | -         | -         | -         | 397       | 4    | 6     | 1     | 3     | 3     | -     | -     | -     |       |       |
| Paul Ah Him            | Centre                          | -      | -      | -      | -      | -      | -      | -      | -      | -      | -   | -         | -         | -         | -         | -         | -         | -         | -         | -         | -    | -     | -     | -     | -     | -     | -     | -     |       |       |
| Baptiste Delage        | Centre                          | -      | -      | -      | -      | -      | -      | -      | -      | -      | 259 | 4         | 1         | -         | -         | -         | -         | -         | -         | 259       | 4    | 1     | -     | -     | -     | -     | -     | -     |       |       |
| Andrew Ma'ilei         | Centre                          | 789    | 10     | 4      | -      | -      | -      | -      | 1      | -      | 289 | 4         | 1         | 1         | -         | -         | -         | -         | -         | 1078      | 14   | 5     | 1     | -     | -     | -     | 1     | -     |       |       |
| Arnaud Mignardi        | 3/4 centre                      | 874    | 11     | 1      | 3      | -      | -      | -      | -      | -      | -   | -         | -         | -         | -         | -         | -         | -         | -         | 874       | 11   | 1     | 3     | -     | -     | -     | -     | -     |       |       |
| Thomas Sanchou         | Centre, demi de mêlée           | 643    | 10     | -      | -      | -      | -      | -      | -      | -      | 119 | 1         | 1         | 1         | -         | -         | -         | -         | -         | 762       | 11   | 1     | 1     | -     | -     | -     | -     | -     |       |       |
| Atila Septar           | Centre                          | -      | -      | -      | -      | -      | -      | -      | -      | -      | 57  | -         | 3         | -         | -         | -         | -         | -         | -         | 57        | -    | 3     | -     | -     | -     | -     | -     | -     |       |       |
| Riaan Swanepoel        | Centre, demi d’ouverture        | 1242   | 14     | 11     | 2      | 3      | 2      | -      | -      | -      | 281 | 4         | -         | 1         | 6         | 3         | -         | -         | -         | 1523      | 18   | 11    | 3     | 9     | 5     | -     | -     | -     |       |       |
| Chris Tuatara-Morrison | Centre                          | 541    | 7      | -      | 1      | -      | -      | -      | 1      | -      | 60  | 1         | -         | -         | -         | -         | -         | -         | -         | 601       | 8    | -     | 1     | -     | -     | -     | 1     | -     |       |       |
| Malakai Bakaniceva     | 3/4 aile                        | 818    | 10     | 7      | 2      | -      | -      | -      | -      | -      | 238 | 3         | 1         | -         | -         | -         | -         | 1         | -         | 1056      | 13   | 8     | 2     | -     | -     | -     | 1     | -     |       |       |
| Sevenaia Galala        | Ailier                          | 428    | 4      | 3      | 1      | -      | -      | -      | -      | -      | 160 | 2         | -         | -         | -         | -         | -         | -         | -         | 588       | 6    | 3     | 1     | -     | -     | -     | -     | -     |       |       |
| Alfie Mafi             | Ailier                          | 907    | 11     | 9      | 4      | -      | -      | -      | 1      | -      | 311 | 5         | -         | -         | -         | -         | -         | -         | -         | 1218      | 16   | 9     | 4     | -     | -     | -     | 1     | -     |       |       |
| Benito Masilevu        | Ailier                          | 1574   | 19     | 4      | 8      | -      | -      | -      | 1      | -      | -   | -         | -         | -         | -         | -         | -         | -         | -         | 1574      | 19   | 4     | 8     | -     | -     | -     | 1     | -     |       |       |
| Guillaume Namy         | Ailier                          | 1323   | 17     | 1      | 1      | -      | -      | -      | -      | -      | 249 | 3         | 1         | -         | -         | -         | -         | -         | -         | 1572      | 20   | 2     | 1     | -     | -     | -     | -     | -     |       |       |
| Hugo Veyssière         | Ailier                          | -      | -      | -      | -      | -      | -      | -      | -      | -      | 70  | -         | 4         | -         | -         | -         | -         | -         | -         | 70        | -    | 4     | -     | -     | -     | -     | -     | -     |       |       |
| Venione Voretamaya     | Ailier                          | 24     | -      | 1      | -      | -      | -      | -      | -      | -      | 262 | 3         | 1         | 1         | -         | -         | -         | -         | -         | 286       | 3    | 2     | 1     | -     | -     | -     | -     | -     |       |       |
| Gaëtan Germain         | Arrière                         | 1960   | 25     | 1      | 2      | 28     | 73     | -      | 1      | -      | -   | -         | -         | -         | -         | -         | -         | -         | -         | 1960      | 25   | 1     | 2     | 28    | 73    | -     | 1     | -     |       |       |

#### Statistiques par réalisateur
Classement des meilleurs réalisateurs en Top 14
| Rang | Joueur           | Poste                           | Points | Essais | Transf. | Pén. | Drops |
| ---- | ---------------- | ------------------------------- | ------ | ------ | ------- | ---- | ----- |
| 1    | Gaëtan Germain   | Arrière                         | 285    | 2      | 28      | 73   | -     |
| 2    | Benito Masilevu  | Ailier                          | 40     | 8      | -       | -    | -     |
| 3    | Riaan Swanepoel  | Demi d'ouverture, Centre        | 22     | 2      | 3       | 2    | -     |
| 4    | Alfie Mafi       | Ailier                          | 20     | 4      | -       | -    | -     |
| -    | Sisa Koyamaibole | Troisième ligne                 | 20     | 4      | -       | -    | -     |
| 6    | Arnaud Mignardi  | Centre                          | 15     | 3      | -       | -    | -     |
| -    | Nicolas Bézy     | Demi de mêlée, Demi d'ouverture | 15     | -      | -       | -    | 5     |

Classement des meilleurs réalisateurs en ERCC2
| Rang | Joueur            | Poste                    | Points | Essais | Transf. | Pén. | Drops |
| ---- | ----------------- | ------------------------ | ------ | ------ | ------- | ---- | ----- |
| 1    | Riaan Swanepoel   | Demi d'ouverture, Centre | 26     | 1      | 6       | 3    | -     |
| 2    | Romain Sola       | Demi d'ouverture         | 15     | -      | 3       | 3    | -     |
| 3    | Andrew Ma'ilei    | Centre                   | 5      | 1      | -       | -    | -     |
| -    | Thomas Sanchou    | Centre                   | 5      | 1      | -       | -    | -     |
| -    | Louis Acosta      | Talonneur                | 5      | 1      | -       | -    | -     |
| -    | Poutasi Luafutu   | Troisième ligne          | 5      | 1      | -       | -    | -     |
| -    | Tjiuee Uanivi     | Deuxième ligne           | 5      | 1      | -       | -    | -     |
| -    | Kieran Murphy     | Troisième ligne          | 5      | 1      | -       | -    | -     |
| -    | Karlen Asieshvili | Pilier                   | 5      | 1      | -       | -    | -     |

#### Statistiques par marqueur
| Rang  | Joueur                 | Poste                           | Top 14    | ERCC2     | TOTAL     |
| ----- | ---------------------- | ------------------------------- | --------- | --------- | --------- |
| 1     | Benito Masilevu        | Ailier                          | 8         | -         | 8 essais  |
| 2     | Alfie Mafi             | Ailier                          | 4         | -         | 4 essais  |
| 2     | Sisa Koyamaibole       | Troisième ligne                 | 4         | -         | 4 essais  |
| 4     | Arnaud Mignardi        | Centre                          | 3         | -         | 3 essais  |
| 4     | Karlen Asieshvili      | Pilier                          | 2         | 1         | 3 essais  |
| 4     | Riaan Swanepoel        | Demi d'ouverture, Centre        | 2         | 1         | 3 essais  |
| 7     | Gaëtan Germain         | Arrière                         | 2         | -         | 2 essais  |
| 7     | Arnaud Méla            | Deuxième ligne                  | 2         | -         | 2 essais  |
| 7     | Dominiko Waqaniburotu  | Deuxième ligne, Troisième ligne | 2         | -         | 2 essais  |
| 7     | Malakai Bakaniceva     | Ailier                          | 2         | -         | 2 essais  |
| 7     | Louis Acosta           | Talonneur                       | 1         | 1         | 2 essais  |
| 7     | Kieran Murphy          | Troisième ligne                 | 1         | 1         | 2 essais  |
| 12    | Thomas Laranjeira      | Demi d'ouverture                | 1         | -         | 1 essai   |
| 12    | Sevenaia Galala        | Ailier                          | 1         | -         | 1 essai   |
| 12    | Guillaume Namy         | Ailier                          | 1         | -         | 1 essai   |
| 12    | Russlan Boukerou       | Deuxième ligne                  | 1         | -         | 1 essai   |
| 12    | Jean-Baptiste Péjoine  | Demi de mêlée                   | 1         | -         | 1 essai   |
| 12    | Chris Tuatara-Morrison | Centre                          | 1         | -         | 1 essai   |
| 12    | Romain Sola            | Demi d'ouverture                | 1         | -         | 1 essai   |
| 12    | Andrew Ma'ilei         | Centre                          | -         | 1         | 1 essai   |
| 12    | Thomas Sanchou         | Centre                          | -         | 1         | 1 essai   |
| 12    | Poutasi Luafutu        | Troisième ligne                 | -         | 1         | 1 essai   |
| 12    | Tjiuee Uanivi          | Deuxième ligne                  | -         | 1         | 1 essai   |
| 12    | Venione Voretamaya     | Ailier                          | -         | 1         | 1 essai   |
| 12    | Thomas Acquier         | Talonneur                       | -         | 1         | 1 essai   |
| #     | essai de pénalité      | -                               | -         | 1         | -         |
| Total | -                      | 25 marqueurs                    | 40 essais | 11 essais | 51 essais |

### Joueurs en sélections internationales
| Joueur                | Poste           | Pays    | Compétition                      | Sélections (points) |
| --------------------- | --------------- | ------- | -------------------------------- | ------------------- |
| Dominiko Waqaniburotu | Troisième ligne | Fidji   | Tests Match, Pacific Cup         | 6(0)                |
| Karlen Asieshvili     | Pilier          | Géorgie | Championnat européen des nations | 4(5)                |
| Tjiuee Uanivi         | Deuxième ligne  | Namibie | Tests Match                      | 3(0)                |

### Affluences
Affluence du CA Brive à domicile.

## Feuilles de matchs
1. ↑  « Feuille de match CA Brive - Stade rochelais », sur lnr.fr (consulté le 25 août 2014).
2. ↑  « Feuille de match CA Brive - ASM Clermont Auvergne », sur lnr.fr (consulté le 25 août 2014).
3. ↑  « Feuille de match Lyon OU - CA Brive », sur lnr.fr (consulté le 31 août 2014).
4. ↑  « Feuille de match CA Brive - Stade toulousain », sur lnr.fr (consulté le 9 septembre 2014).
5. ↑  « Feuille de match Aviron bayonnais - CA Brive », sur lnr.fr (consulté le 15 septembre 2014).
6. ↑  « Feuille de match CA Brive - RC Toulon », sur lnr.fr (consulté le 21 septembre 2014).
7. ↑  « Feuille de match CA Brive - Union Bordeaux Bègles », sur lnr.fr (consulté le 27 septembre 2014).
8. ↑  « Feuille de match Racing Métro 92 - CA Brive », sur lnr.fr (consulté le 5 octobre 2014).
9. ↑  « Feuille de match FC Grenoble - CA Brive », sur lnr.fr (consulté le 13 octobre 2014).
10. ↑  « Feuille de match Gloucester - CA Brive », sur epcrugby.fr (consulté le 18 octobre 2014).
11. ↑  « Feuille de match CA Brive - Zebre », sur epcrugby.fr (consulté le 25 octobre 2014).
12. ↑  « Feuille de match CA Brive - Castres olympique », sur lnr.fr (consulté le 1er novembre 2014).
13. ↑  « Feuille de match Montpellier HR - CA Brive », sur lnr.fr (consulté le 7 novembre 2014).
14. ↑  « Feuille de match Stade français - CA Brive », sur lnr.fr (consulté le 30 novembre 2014).
15. ↑  « Feuille de match CA Brive - US Oyonnax », sur epcrugby.fr (consulté le 6 décembre 2014).
16. ↑  « Feuille de match US Oyonnax - CA Brive », sur epcrugby.fr (consulté le 14 décembre 2014).
17. ↑  « Feuille de match CA Brive - US Oyonnax », sur lnr.fr (consulté le 20 décembre 2014).
18. ↑  « Feuille de match Union Bordeaux Bègles - CA Brive », sur lnr.fr (consulté le 20 décembre 2014).
19. ↑  « Feuille de match CA Brive - Aviron bayonnais », sur lnr.fr (consulté le 3 janvier 2015).
20. ↑  « Feuille de match ASM Clermont Auvergne - CA Brive », sur lnr.fr (consulté le 10 janvier 2015).
21. ↑  « Feuille de match Zebre - CA Brive », sur epcrugby.fr (consulté le 17 janvier 2015).
22. ↑  « Feuille de match CA Brive - Gloucester », sur epcrugby.fr (consulté le 23 janvier 2015).
23. ↑  « Feuille de match CA Brive – FC Grenoble », sur lnr.fr (consulté le 10 janvier 2015).
24. ↑  « Feuille de match Stade rochelais - CA Brive », sur lnr.fr (consulté le 20 février 2015).
25. ↑  « Feuille de match RC Toulon - CA Brive », sur lnr.fr (consulté le 8 mars 2015).
26. ↑  « Feuille de match CA Brive - Racing Métro 92 », sur lnr.fr (consulté le 15 mars 2015).
27. ↑  « Feuille de match US Oyonnax – CA Brive », sur lnr.fr (consulté le 28 mars 2015).
28. ↑  « Feuille de match CA Brive – Lyon OU », sur lnr.fr (consulté le 11 avril 2015).
29. ↑  « Feuille de match CA Brive – Montpellier HR », sur lnr.fr (consulté le 25 avril 2015).
30. ↑  « Feuille de match Stade toulousain - CA Brive », sur lnr.fr (consulté le 25 avril 2015).
31. ↑  « Feuille de match Castres olympique - CA Brive », sur lnr.fr (consulté le 25 avril 2015).
32. ↑  « Feuille de match CA Brive – Stade français », sur lnr.fr (consulté le 25 avril 2015).